# Melanesobasis corniculata
Melanesobasis corniculata är en trollsländeart. Melanesobasis corniculata ingår i släktet Melanesobasis och familjen dammflicksländor.

## Underarter
Arten delas in i följande underarter:
- M. c. corniculata
- M. c. marginata